# Cottonwood (Idaho)
Cottonwood – miasto w Stanach Zjednoczonych, w stanie Idaho, w hrabstwie Idaho.